# یورگن فرانتزن
یورگن فرانتزن (انگلیسی: Jørgen Frantzen؛ زادهٔ ۹ مهٔ ۱۹۳۵) از برندگان مدال‌های المپیک تابستانی  اهل دانمارک است.